# Jörg Wilbrandt

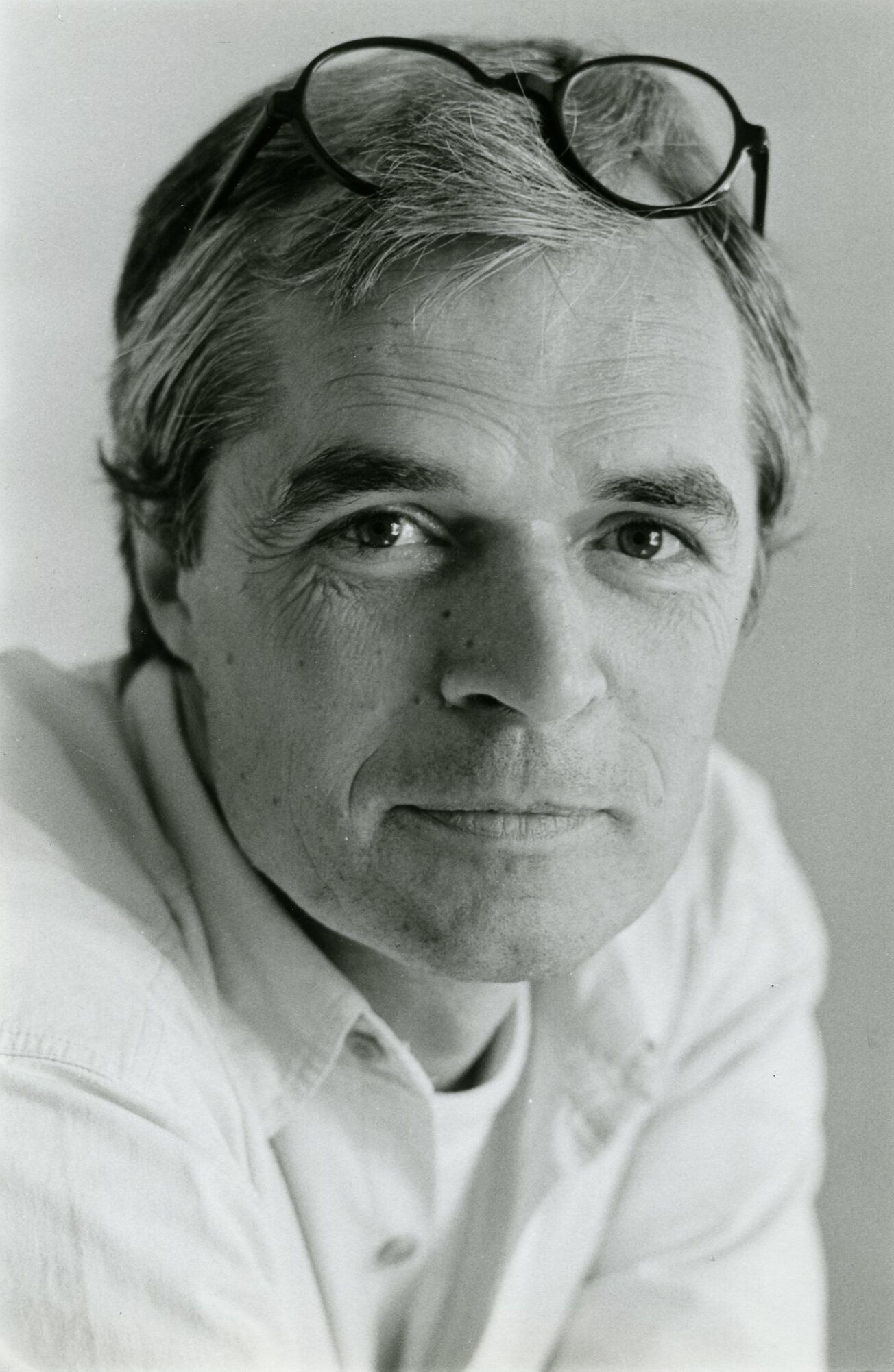
Jörg Wilbrandt (1990)

Jörg Wilbrandt (* 7. Juli 1949 in Rostock) ist ein deutscher Drehbuchautor, Film- und Theaterregisseur. Vor der Wende führte er bei über 20 Theater-, Film-/Fernsehproduktionen Regie, u. a. Polizeiruf 110, Der Staatsanwalt hat das Wort und Flugstaffel Meinecke. Nach der Wende führte er Regie in über 480 Folgen in verschiedenen Serien und mehreren Dokumentarfilmen.

## Leben
Jörg Wilbrandt wurde geboren als Sohn des Komponisten Jürgen Wilbrandt (1922–2019) und der Schauspielerin und Autorin Doris Wilbrandt (* 1929). Er ist verwandt mit dem Schriftsteller und Direktor des Burgtheaters Wien Adolf von Wilbrandt.

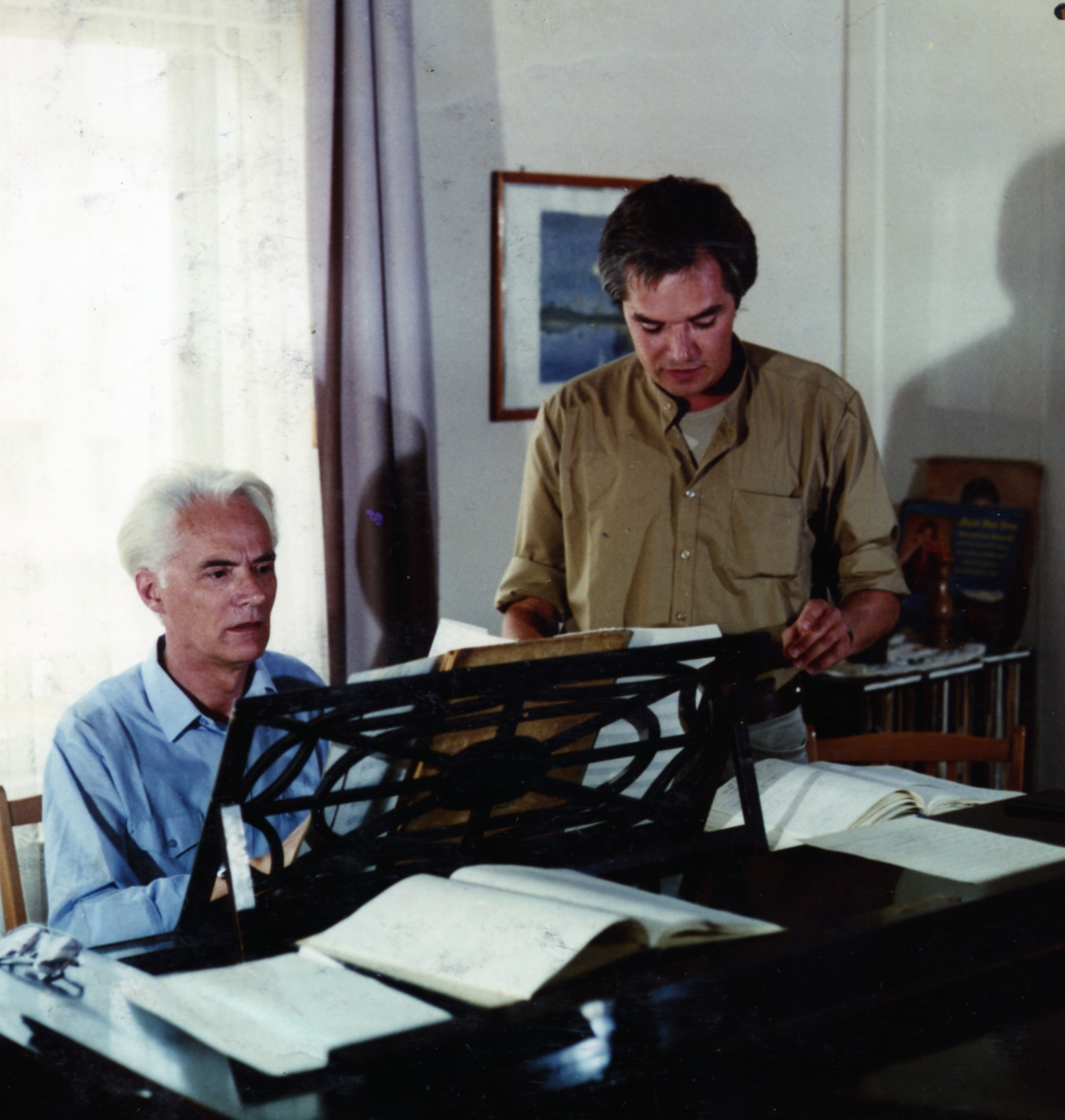
Jürgen Wilbrandt (links) und Jörg Wilbrandt

1954 erfolgte der Umzug von Rostock nach Ostberlin, wo der Vater Jürgen als Dozent an der Musikhochschule „Hanns Eisler“ lehrte. Die Mutter Doris arbeitete als Hörspielautorin und Stadtführerin.
In den Jahren 1966 bis 1969 machte Jörg Wilbrandt eine Berufsausbildung zum Rinderzüchter mit Abitur. 1970 folgte ein Volontariat beim Fernsehen der DDR. 1970–1973 studierte er Regie an der Hochschule für Film und Fernsehen der DDR in Potsdam-Babelsberg. Danach folgten zahlreiche Regieassistenzen in Filmen u. a. bei Frank Beyer, Ulrich Thein, Fritz Bornemann und Thomas Langhoff.
1978 führte er beim Fernsehspiel Caballero im Frack zum ersten Mal Regie. Es folgten bis zur Wende 20 Regiearbeiten in Filmen für das DDR-Fernsehen. Bei der Polizeiruf 110-Folge „Die Spur des 13. Apostels“ arbeiteten Jürgen und Jörg Wilbrandt zusammen: der Vater schrieb die Filmmusik, der Sohn führte Regie. Seine Ehefrau, Sabine Wilbrandt, spielte eine Nebenrolle als Krankenschwester.
1988 verfasste er das Theaterstück „Du süßes Menschenfleisch“ auf Grundlage der Liebesbriefe zwischen Adele Sandrock und Arthur Schnitzler. Es wurde im Sommer und Herbst 1989 im Theater unterm Dach in Berlin unter der Regie von Jörg Wilbrandt aufgeführt. Die Hauptrollen spielten Gundula Köster und Ulrich Anschütz.
Nach der Wende wurde Jörg Wilbrandt im Jahr 1990 im Rahmen der Abwicklung des DDR-Fernsehens entlassen. Es folgten Tätigkeiten im Rahmen von Arbeitsbeschaffungsmaßnahmen (ABM) und beruflich schwierige Jahre in unterschiedlichen Branchen.
1995 wurde er Regisseur bei Grundy Ufa und drehte insgesamt über 480 Folgen der Serien „Gute Zeiten – Schlechte Zeiten“, „Sophie-Braut wider Willen“ und „Verbotene Liebe“. 2005 und 2006 drehte er für den NDR die szenischen Dokumentationen „Wallenstein – Herzog von Mecklenburg“ und „Pribislaw – Der Kampf ums Erbe“.
2006 und 2007 unterrichtete er als Dozent an der Hochschule für Film und Fernsehen Potsdam-Babelsberg (HFF). 2009 zog sich Jörg Wilbrandt aus der Filmbranche zurück.
Im Jahr 2018 gründete er die Band „Marions Männer“. Er schrieb Texte, war Leadsänger, spielte Harp und Keyboard. 2021 schied er aus der Band aus.
Jörg Wilbrandt lebt in Stolzenhagen bei Berlin. Er ist verheiratet mit Sabine Wilbrandt, geb. Stache. Sie haben eine Tochter, Franziska Wilbrandt, die als Script-Supervisor im Filmgeschäft arbeitet.

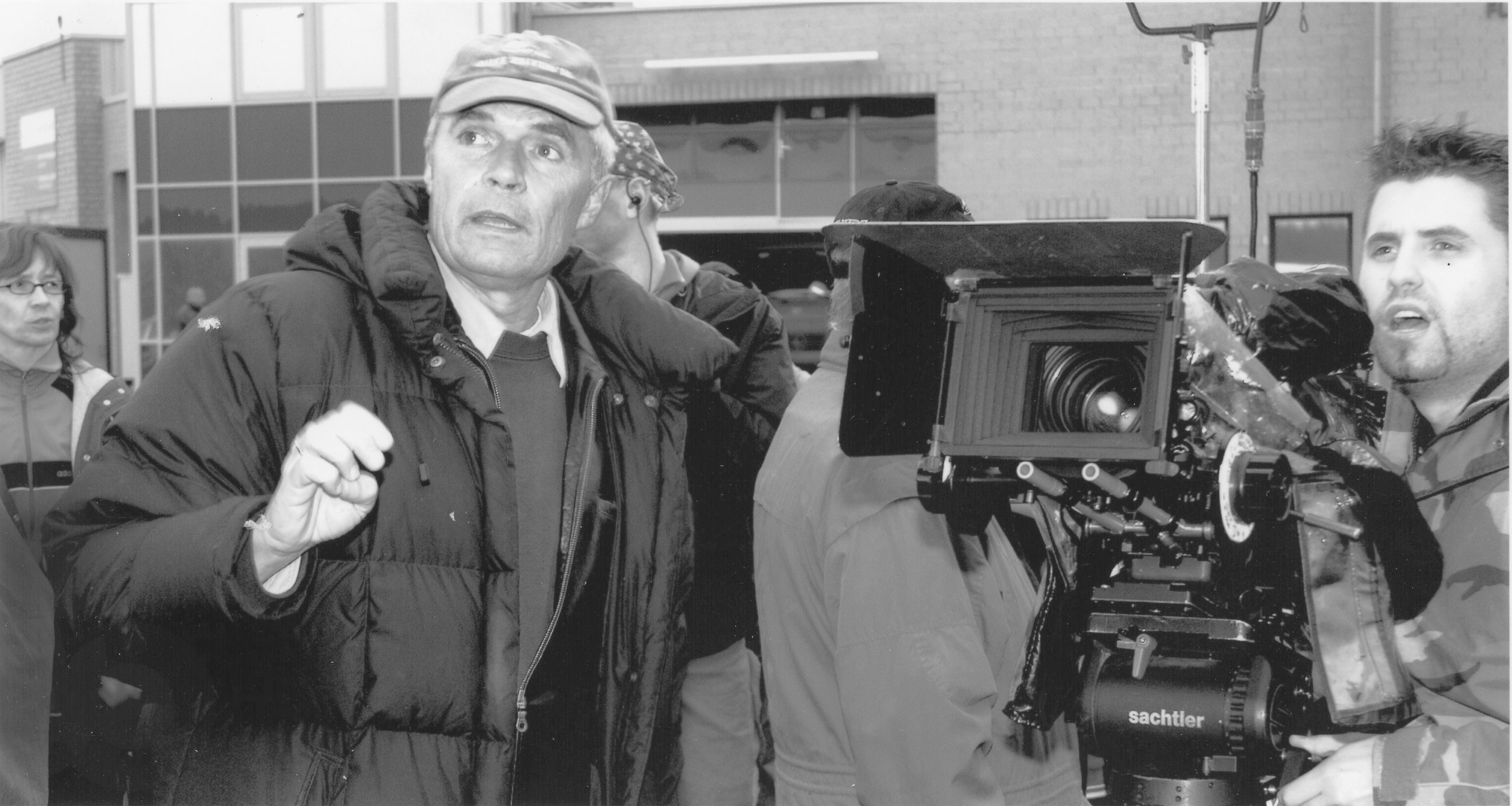
Dreharbeiten während der 3.000 Folge von GZSZ im Jahr 2004

## Filmografie
- 1978: Caballero in geborgtem Frack (Fernsehspiel)
- 1979: Polizeiruf 110: Die Spur des 13. Apostels
- 1981: Das Gerücht
- 1982: Heitere Ehegeschichten
- 1983: Der gekaufte Ehemann
- 1983: Ich, der Vater
- 1985: Verspielte Liebe
- 1985: Der konzentrierte Professor
- 1986: Meine Frau ist ein Star
- 1987: Ganz in Familie
- 1987: Der Staatsanwalt hat das Wort: Leben auf Vorschuss
- 1988–90: Flugstaffel Meinecke (Fernsehserie, 4 Folgen)
- 1990: Bleib doch zum Frühstück
- 1995–2005: Serie Gute Zeiten – Schlechte Zeiten (Fernsehserie, 425 Folgen)
- 2005: Sophie – Braut wider Willen (Fernsehserie, 4 Folgen)
- 2005: Wallenstein – Herzog von Mecklenburg (Fernseh-Dokumentation)
- 2006: Pribislaw – Der Kampf ums Erbe (Fernseh-Dokumentation)
- 2006–08: Verbotene Liebe (Fernsehserie, 55 Folgen)

## Theaterinszenierung
- 1989: Theaterstück „Du süßes Menschenfleisch“, Autor und Regisseur, aufgeführt im Theater unterm Dach, Berlin